# 永原恵子
永原 恵子（ながはら の やすこ／けいし、? - 弘仁6年5月14日（815年6月24日））は、奈良時代後期から平安時代初期にかけての女官。氏姓は藤原朝臣、のち永原朝臣。官位は尚膳・従三位。兄弟に永原最弟麻呂がいる。

## 生涯
桓武朝の延暦8年（789年）正月、無位から従五位下に昇叙。その後は記録が途絶えるが、平城朝の大同3年（808年）12月、従五位上の時に姉妹と思われる子伊太比と同時に永原朝臣を賜姓されている。
嵯峨朝では順調に出世し、弘仁3年（812年）5月、同4年（813年）正月と昇叙され、従三位に昇っている。弘仁6年（815年）5月、尚膳・従三位で薨去。

## 官歴
『六国史』による
- 延暦8年（789年）正月27日：従五位下
- 時期不詳：従五位上
- 大同3年（808年）12月9日：藤原朝臣から永原朝臣に改氏姓
- 時期不詳：従四位下
- 弘仁3年（812年）5月3日：正四位下
- 時期不詳：尚膳
- 弘仁4年（813年）正月8日：従三位
- 弘仁6年（815年）5月14日：薨去